# Kavan Smith
Kavan Joel Smith (ur. 6 maja 1970 w Edmonton) – kanadyjski aktor telewizyjny, rzadko występujący w filmach kinowych. Występował m.in. w roli agenta Garrity’ego w serialu 4400 (2005–2007) i jako major Lorne w serialu Gwiezdne wrota: Atlantyda (2005–2009).

## Życiorys
Urodził się w Edmonton, w prowincji Alberta w Kanadzie. Wychowywał się z bratem przez ojca, gdy jego rodzice rozwiedli się. Dorastał w Calgary, gdzie jako dziecko wyróżniał się w wielu dyscyplinach sportowych, grał w piłkę nożną i trenował sztuki walki. Przez półtora roku studiował ekonomię na Uniwersytecie w Calgary, a następnie uczęszczał na wydział sztuk scenicznych na Mount Royal University. Wkrótce po ukończeniu studiów otrzymał główną rolę Claya Robertsa w kanadyjskim serialu Destiny Ridge (1993) i przeniósł się do Vancouver. Następnie zagrał postać Chrisa w dramacie NBC The Other Mother: A Moment of Truth Movie (1995) z Gwynyth Walsh i wystąpił jako młody Dick Clark w dramacie biograficznym CBS Historia Annette Funicello (A Dream Is a Wish Your Heart Makes: The Annette Funicello Story, 1995) z Annette Funicello.

## Filmografia

### Filmy
- 1996: Titanic (TV) jako piąty oficer Harold Lowe
- 2000: Misja na Marsa (Mission to Mars) jako Nicholas Willis
- 2001: Agencie, podaj łapę (See Spot Run) jako Ricky
- 2002: Kompletny świr (Stark Raving Mad) jako Michael Frakes

### Seriale TV
- 1996: Po tamtej stronie (The Outer Limits) jako Harrison Taylor
- 1996: Gliniarz z dżungli (The Sentinel) jako Quinn
- 1998: Pierwsza fala (First Wave) jako Tommy Cranston
- 1998: Po tamtej stronie (The Outer Limits) jako porucznik O’Neill
- 1999: Kruk: Droga do nieba (The Crow: Stairway to Heaven) jako Frank Moran
- 2000: Po tamtej stronie (The Outer Limits) jako Dominic Langton
- 2000: Wyspa nadziei (Hope Island) jako Peter Gibson
- 2001: Po tamtej stronie (The Outer Limits) jako Allan
- 2002: Tajemnice Smallville (Smallville) jako Wade Mahoney
- 2003: Jeremiah jako Vincent
- 2005: Instynkt mordercy (Killer Instinct) jako Jonas Mentzel
- 2005–2007: 4400 (The 4400) jako Jed Garrity
- 2005–2009: Gwiezdne wrota: Atlantyda (Stargate Atlantis) jako major Evan Lorne
- 2006: Battlestar Galactica jako porucznik Richard „Buster” Baier
- 2007: Gwiezdne wrota (Stargate SG-1) jako major Evan Lorne
- 2008: Sanctuary jako detektyw Joe Kavanaugh
- 2010: Tożsamość śledztwa (Shattered) jako Gordon Banner
- 2010–2012: Eureka jako zastępca Andy
- 2012: Paragraf Kate (Fairly Legal) jako Jesse
- 2013: Almost Human jako A.D.A. Ortega
- 2014–2020: Nie z tego świata (Supernatural) jako Cuthbert Sinclair
- 2015: Motyw (Motive) jako Keith Carson
- 2015: Kochanki (Mistresses) jako Ellis
- 2015–: Głos serca (When Calls the Heart) jako Leland Coulter